# Hontoria de la Cantera (kommunhuvudort)
Hontoria de la Cantera är en kommunhuvudort i Spanien.   Den ligger i provinsen Provincia de Burgos och regionen Kastilien och Leon, i den norra delen av landet, 200 km norr om huvudstaden Madrid. Hontoria de la Cantera ligger 945 meter över havet och antalet invånare är 141.
Terrängen runt Hontoria de la Cantera är lite kuperad. Runt Hontoria de la Cantera är det mycket glesbefolkat, med 3 invånare per kvadratkilometer. Närmaste större samhälle är Burgos, 17,6 km norr om Hontoria de la Cantera. Trakten runt Hontoria de la Cantera består till största delen av jordbruksmark.